# Altipectus
Altipectus es un género de coleópteros de la familia Anthribidae.

## Especies
Contiene las siguientes especies:
- Altipectus fasciatum Jordan, 1894
- Altipectus nigrofemorale Jordan, 1894